# 哈茨洛凱申 (新罕布什爾州)
哈茨洛凱申（英語：Hart's Location）是一個位於美國新罕布什爾州卡羅爾縣的鎮。

## 人口
根據2020年美國人口普查的數據，哈茨洛凱申的面積為48.65平方千米，當中陸地面積為48.38平方千米，而水域面積為0.27平方千米。當地共有人口68人，而人口密度為每平方千米1人。